# Talento (unidad de medida)
El talento era una unidad de peso que se introdujo en Mesopotamia a finales del cuarto milenio a. C., y se normalizó a finales del tercer milenio durante la fase acadio-sumeria.

## Talento acadio
El talento acadio se llamaba kakkaru en la lengua acadia, correspondiente al hebreo bíblico kikkar כִּכָּר (traducido al griego τάλαντον 'talantón' en la Septuaginta, inglés talent), al ugarítico 𐎋𐎋𐎗 kkr, en fenicio 𐤒𐤒𐤓 kkr, en siríaco ܟܲܟܪܵܐ kakra, y aparentemente a gaggaru en las Tablillas de Amarna. El nombre proviene de la raíz semítica K-K-R que significa 'ser circular', refiriéndose a las monedas redondas de oro o plata ponderada. Se dividía en 60 minas, cada una de las cuales se subdividía en 60 shekels: el uso de 60 ilustra el apego de los primeros mesopotámicos a su útil aritmética sexagesimal. Estas pesas fueron utilizadas posteriormente por los babilonios, sumerios y fenicios, y más tarde por los hebreos. Los pesos babilónicos son aproximadamente: siclo (8.4 g, 0.30 oz), mina (504 g, 1 lb 1.8 oz) y talento (30.2 kg, 66 lb 9 oz). Los fenicios llevaron su comercio a los griegos con sus medidas de peso durante el período Arcaico, y estos últimos adoptaron estas pesas y su proporción de 60 minas a un talento; una mina griega en Eubea alrededor del 800 a.C. era por tanto de 504 g; otras minas de la cuenca mediterránea, e incluso minas griegas en otras partes de Grecia, variaban localmente en alguna medida de los valores babilónicos, y de unos a otros. La Biblia menciona la unidad en varios contextos, como Hiram rey de Tiro enviando 120 talentos (hebreo כִּכָּר kikkar) de oro al rey Salomón como parte de una alianza, o la construcción del candelabro que necesitaba un talento de oro puro.
El talento de peso (en latín: talentum, del griego antiguo: τάλαντον, talanton "balanza, balanza, suma") era una de las diversas unidades de peso antiguas para las transacciones comerciales. Un talento de peso ático era de aproximadamente 26,0 kg (aproximadamente la masa de agua necesaria para llenar una ánfora media),[cita requerida] y un talento babilónico era de 30,2 kg (66 lb 9 oz). El antiguo Israel adoptó el talento de peso babilónico, pero posteriormente lo revisó. Las talento común pesado, utilizadas en tiempos del Nuevo Testamento, eran 58,9 kg (129 lb 14 oz). Un talento de peso romano en la antigüedad equivale a 100 libras; una libra es exactamente tres cuartos de una mina de peso ático, por lo que un talento romano es 1,33 talentos áticos y, por tanto, aproximadamente 32,3 kg (71 lb 3 oz). Un talento egipcio era 80 librae. y por tanto aproximadamente 27 kg (60 lb).

## Talento homérico
El talento homérico original era probablemente el equivalente en oro del valor de un buey o una vaca. Basándose en la afirmación de una fuente griega posterior de que el talento de Homero era igual en cantidad al posterior dárico, es decir, dos  dracmas áticas y en el análisis de los hallazgos de una Micénica fosa sepulcral, se puede establecer un peso de unos 8,5 gramos (0,3 oz) para este talento original. Homero describe cómo Aquiles dio un medio talento de oro a Antíloco como premio. El posterior talento ático era de un peso diferente al homérico, pero representaba el mismo valor en cobre que el homérico en oro, siendo la relación de precios entre el oro y el cobre en la Edad del Bronce Grecia era de 1:3000.

## Talento ático
Un talento ático equivalía a 60 minae o 6000  dracmas.
Un talento ático de peso era aproximadamente 25,8 kilogramos (56,9 lb). Friedrich Hultsch estimó un peso de 26,2 kg, y(Dewald, 1998) ofrece una estimación de 26,0 kg.
Un talento ático de plata era el valor de nueve años-hombre de trabajo cualificado. En el año 415 a. C., un talento ático era la paga de un mes para una tripulación de trirreme, Helenístico Los mercenarios recibían comúnmente una dracma por día de servicio militar.[cita requerida]

## Talento de Egina
El talento de Egina pesaba unos 37 kg. El historiador alemán Friedrich Hultsch calculó una horquilla de 36,15 a 37,2 kg basándose en estimaciones como el peso de una metretes completa de monedas eginetanas, y concluyó que el talento eginetano representaba el peso en agua de un efa babilónico: 36. 29 kg según sus cálculos (el metretes y el ephah eran unidades de volumen). Percy Gardner estimó un peso de 37,32 kg, basándose en los pesos y monedas existentes.
Un talento eginés valía 60 minae eginés, o 6000 dracmas

## Otros talentos
El talento como unidad de valor se menciona en el Nuevo Testamento en la parábola de los talentos de Jesús. (Mateo 25:14-30). El uso de la palabra "talento" para significar "don o habilidad" en inglés y otros idiomas se originó a partir de una interpretación de esta parábola en algún momento a finales del siglo XIII. Lucas incluye una parábola diferente que involucra a la mina. Según Epifanio, el talento se llama mina (maneh) entre los hebreos, y era el equivalente en peso a cien denarios. El talento se encuentra en la otra parábola de Jesús donde un siervo al que se le perdona una deuda de diez mil talentos se niega a perdonar a otro siervo que sólo le debe cien denarios de plata. El talento también se utiliza en otras partes de la Biblia, como cuando se describe el material invertido en el Arca de la Alianza. Salomón recibía 666 talentos de oro al año.
En otra parte del Nuevo Testamento, en los últimos tiempos, el talento se utiliza como un peso para el granizo que se derrama desde el cielo y cae sobre la humanidad como castigo. Apocalipsis 16:21 Y cayó sobre los hombres un gran granizo del cielo, cada piedra del peso de un talento; y los hombres blasfemaron contra Dios a causa de la plaga del granizo, porque su plaga era muy grande.